# Harrison Gray Otis
Pour les articles homonymes, voir Otis.
Harrison Gray Otis, né le 10 février 1837 à Marietta (Ohio) et mort le 30 juillet 1917 à Los Angeles en Californie, était l'éditeur du Los Angeles Times et président de la Times Mirror Company de 1882 à sa mort.

## Biographie
Il nait le 10 février 1837 de Stephen et Sara Otis. Son père venait du Vermont et sa mère de Nouvelle-Écosse au Canada. Il participe en tant que délégué du Kentucky à la convention républicaine de 1860 qui désigne Abraham Lincoln. Au début de la guerre de Sécession il abandonne son travail de compositeur au Louisville journal et se porte volontaire pour rejoindre l'armée de l'Union. Il devient lieutenant en novembre 1862 et quitte l'armée en 1865 avec le grade de Capitaine.